# Retraction Watch
Retraction Watch là một blog thuộc Trung tâm Liêm chính Khoa học (Center for Scientific Integrity) chuyên báo cáo về việc rút lại các bài báo khoa học và các chủ đề liên quan được sáng lập bởi nhà văn khoa học Ivan Oransky (Phó chủ tịch, biên tập viên Medscape) và Adam Marcus (biên tập viên của Gastroenterology & Endoscopy News). Blog bắt đầu đi vào hoạt động từ tháng 8 năm 2010, ban đầu do đội ngũ của Retraction Watch tự thu thập và nhập liệu, sau này Retraction Watch nhận được thêm nguồn từ các nhà khoa học cũng như công đồng báo cáo lại.
Retraction Watch được tài trợ bởi nhiều nguồn, bao gồm tài trợ từ Quỹ John D. và Catherine T. MacArthur, Quỹ từ thiện Helmsley, và Quỹ Laura và John Arnold. Cơ sở dữ liệu bài rút khoa học này còn được tài trợ bởi khoản trợ cấp 400.000 đô la từ MacArthur Foundation nhận được vào năm 2015. Ngoài ra, Retraction Watch cũng hợp tác với Trung tâm Khoa học mở (Center for Open Science), được tài trợ bởi Quỹ Laura và John Arnold, để tạo cơ sở dữ liệu rút bài trên Khung Khoa học mở (Open Science Framework).

## Khái quát
Minh bạch trong nghiên cứu khoa học luôn là vấn đề nóng được giới học giả quan tâm. Hàng năm có hàng trăm bài báo nghiên cứu khoa học bị rút khỏi các tạp chí khoa học trên thế giới thậm chí ở cả các tạp chí uy tín ngành y như Lancet, NEJM...
Các nguyên nhân rút một bài báo khoa học thường rất đa dạng như phát hiện sai sót, các tác giả tự rút do mâu thuẫn, vi phạm đạo đức, làm giả kết quả,... nhưng phổ biến nhất là đạo văn (plagiarism).
Thông thường việc rút bài xuất phát từ tạp chí và chỉ được thông báo ngắn gọn ở số sau hoặc đánh dấu bài viết trên trang điện tử của tạp chí. Đôi khi việc rút bài báo đã xuất bản hoàn toàn không được thông báo, lý do rút cũng không được công bố chi tiết vì thế các nhà nghiên cứu khác hoặc công chúng không biết về việc rút lại có thể đưa ra quyết định sai lầm dựa trên kết quả không hợp lệ. Chính vì thế Oransky và Marcus quyết định xây dựng và triển khai Retraction Watch để tăng tính minh bạch của quá trình rút bài báo đã xuất bản. Oransky đã mô tả một ví dụ về một bài báo được xuất bản trong Kỷ yếu của Viện Hàn lâm Khoa học Quốc gia, bài báo công bố về vai trò tiềm năng của một loại thuốc chống lại một số loại ung thư vú. Mặc dù bài báo sau đó đã được rút lại, nhưng việc rút lại của nó không được báo cáo trên các phương tiện truyền thông đã đưa tin về kết luận tích cực trước đó, một công ty đã được thành lập trên cơ sở các kết luận của bài báo đã rút lại này.
Oransky và Marcus tuyên bố rằng việc rút bài công bố khoa học cũng cung cấp một cơ hội cho bản chất tự điều chỉnh của khoa học, nó có thể cung cấp cái nhìn sâu sắc về các trường hợp gian lận khoa học và có thể "là nguồn gốc của những câu chuyện tuyệt vời nói lên nhiều điều về cách khoa học được tiến hành".

## Ảnh hưởng
Retraction Watch đã chứng minh rằng việc rút lại bài báo khoa học đã công bố phổ biến hơn những gì người ta nghĩ trước đây. Người ta ước tính rằng khoảng 80 bài báo đã được rút lại hàng năm. Tuy nhiên, trong năm đầu tiên, blog đã báo cáo về khoảng 200 bài công bố bị rút lại, tính đến tháng 9 năm 2020, Retraction Watch chứa gần 20,000 bài báo được rút.
Đến tháng 1 năm 2021, hơn 50 nghiên cứu đã trích dẫn Retraction Watch vì cộng đồng xuất bản khoa học đang khám phá tác động của các bài báo đã rút lại. Giới khoa học đặt ra yêu cầu cần cải cách việc xuất bản cũng như minh bạch hóa nghiên cứu khoa học với mục đích tiến tới "mở trong nghiên cứu khoa học" bao gồm phản biện mở (open peer-review), phương pháp nghiên cứu mở, dữ liệu mở, công cụ phân tích mở cho phép người phản biện (reviewer) cũng như cộng đồng dễ dàng kiểm tra lại kết quả đã công bố, đồng thời cũng đặt dấu hỏi về vai trò của các nhà xuất bản trong việc rút bài. Các nguyên nhân rút bài cũng được phân tích kỹ nhằm rút ra kinh nghiệm cho các nghiên cứu cũng như cải tiến quy trình xuất bản. Nhiều tạp chí và reviewer đã bắt đầu đặt ra yêu cầu bắt buộc tác giả phải nêu rõ các hạn chế có thể ảnh hưởng đến kết quả nghiên cứu trong công bố của mình. Hành vi tác giả tự nguyện rút bài khi tự phát hiện thấy các sai sót trong bài báo đã công bố của mình cũng được ví như một hành động "anh hùng" trong khoa học, hành động biết tự nhận ra và sửa lỗi.
Trong đại dịch COVID-19, số các công bố khoa học bị rút lại cũng tăng cao do áp lực nghiên cứu trong thời gian ngắn cũng như quá trình review rút gọn nhằm ưu tiên cho nghiên cứu về COVID-19 ở nhiều tạp chí khoa học. Retraction Watch duy trì một danh sách riêng các bài báo đã rút lại bổ sung thêm thông tin sai lệch về đại dịch.